# Telegraf Hughesa

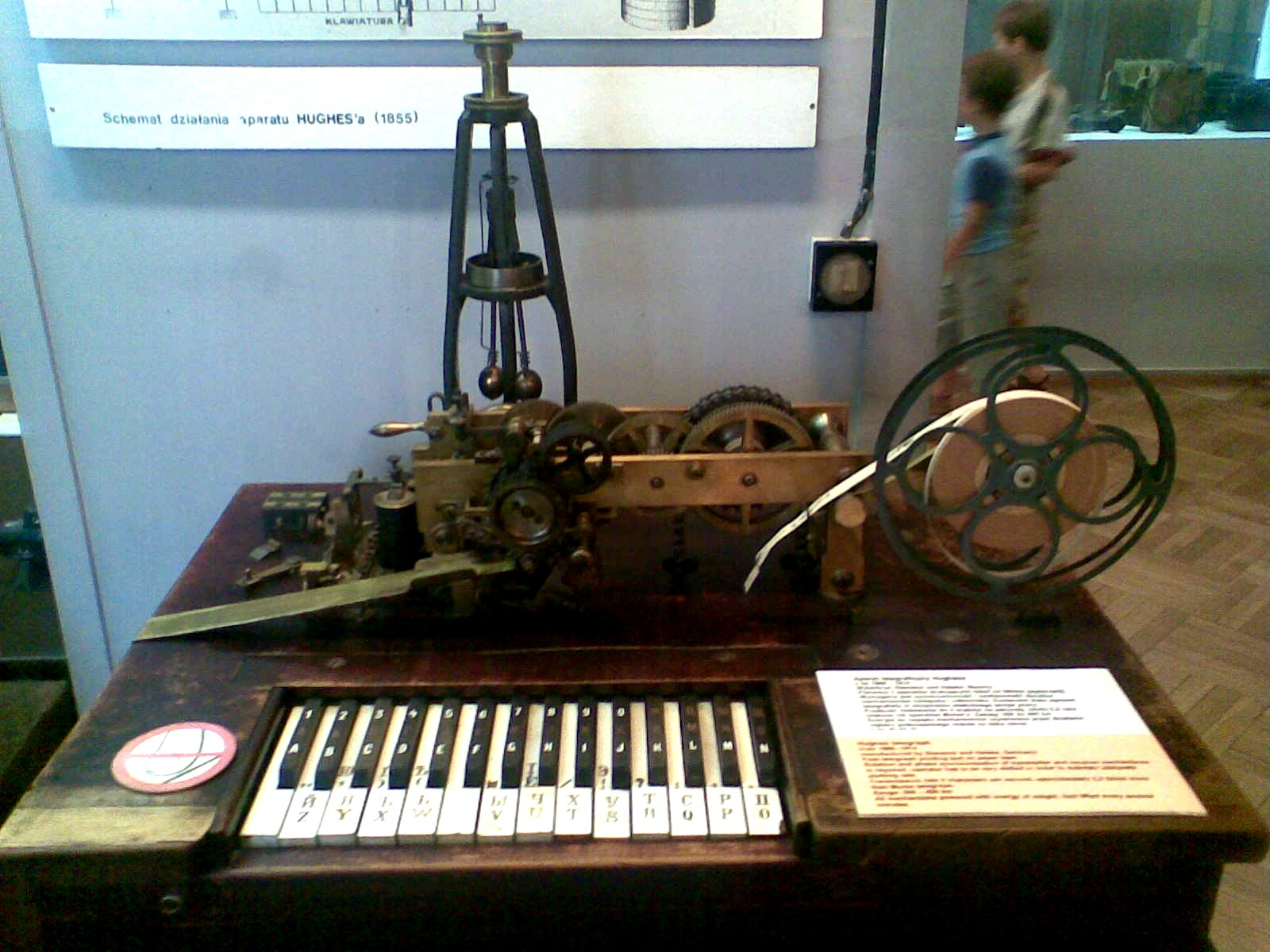
Aparat systemu Hughesa wyprodukowany przez przedsiębiorstwo Siemens und Halske

Telegraf Hughesa (zwany potocznie juzem) – rodzaj urządzenia służącego do przekazywania informacji na odległość za pomocą linii telegraficznych. Był to pierwszy w historii rodzaj telegrafu automatycznie zapisującego treść wiadomości, jest więc przodkiem dalekopisu.

## Historia
Urządzenie zostało zaprojektowane i opatentowane przez Davida Hughesa w 1855 roku w Stanach Zjednoczonych. W przeciwieństwie do wcześniej używanych aparatów transmitujących znaki alfabetu Morse’a, aparat Hughesa operował znakami pisarskimi. Zarówno odbiornik, jak i nadajnik były wyposażone w obrotowe tarcze z czcionkami. Kiedy po stronie nadawczej włączano napięcie do styku tarczy, odpowiadającego danej literze lub cyfrze, po stronie odbiorczej młoteczek odbijał na papierowej taśmie będący akurat naprzeciwko znak na tarczy. Wiadomość wybijana była na wąskiej wstędze papieru za pomocą specjalnie zaprojektowanych czcionek wycinających w niej niewielkie otwory. Szybkość transmisji osiągała 180 znaków na minutę.
W ciągu zaledwie kilku lat od opatentowania, system Hughesa został przyjęty przez większość przedsiębiorstw telekomunikacyjnych w Stanach Zjednoczonych, w tym Western Union Telegraph Company, faktycznego monopolistę na rynku amerykańskim. Wkrótce system Hughesa stał się także standardem w krajach europejskich, gdzie stosowany był aż do końca ery telegrafu w drugiej połowie XX wieku.